# Diphyus bicingulatus
Diphyus bicingulatus là một loài tò vò trong họ Ichneumonidae.